# Handball-Regionalliga Nordrhein
Die Handball-Regionalliga Nordrhein (HNR) ist eine Handballliga in Deutschland. Sie wurde am 22. Juni 2016 durch den Handball-Verband Niederrhein (HVN) und den Handball-Verband Mittelrhein (HVM) gegründet. Daraus entstand der Handballverband Nordrhein e.V., welcher vollumfänglich für die Regionalligen Nordrhein zuständig bzw. verantwortlich
ist.
Die Regionalliga Nordrhein Männer ersetzt die bisherigen Oberligen Mittelrhein und Niederrhein. Diese werden zwar weiterhin ausgetragen, rücken aber um eine Stufe tiefer im Handballligensystem. Somit ist der Sieger dieser Staffel berechtigt in die 3. Liga aufzusteigen.
Neben der Regionalliga Nordrhein Männer, wird diese Liga auch im Frauen- und Jugendhandball ausgespielt. Im Jugendbereich in den Altersklassen für A-, B- und C-Jugend.

## Saison 2022/23

### Männer
- Bergischer HC II (N)
- BTB Aachen
- HC Gelpe/Strombach
- HC Weiden 2018
- HG LTG/HTV Remscheid
- HSG Refrath/Hand (N)
- MTV Rheinwacht Dinslaken
- Neusser HV
- OSC Rheinhausen
- SG Langenfeld
- interaktiv.Handball
- TSV Bonn rrh.
- TuSEM Essen II (A)
- TV Korschenbroich
- HSV Gräfrath/Donezk[2]

### Frauen
- Bergischer HC (N)
- HC Gelpe/Strombach
- HC Weiden 2018
- HSG Adler Haan
- SC Fortuna Köln
- SG Überruhr
- SSV Nümbrecht (N)
- TV Aldekerk II
- Turnerschaft. St. Tönis
- TSV Bonn rrh.
- TuS Königsdorf (A)

## Meister der Handball-Regionalliga Nordrhein
| Legende | Legende                                               |
| ------- | ----------------------------------------------------- |
|         | Der Meister gehört dem Handballverband Niederrhein an |
|         | Der Meister gehört dem Handballverband Mittelrhein an |

### Männer/Junioren
| Saison     | Männer                      | männl. Jgd. A         | männl. Jgd. B      | männl. Jgd. C      |
| ---------- | --------------------------- | --------------------- | ------------------ | ------------------ |
| 2016/17    | HSG Bergische Panther       | HSG Siebengebirge     | Bergischer HC      | nicht ausgetragen  |
| 2017/18    | SG Langenfeld               | HC Wölfe Nordrhein    | TSV Bayer Dormagen | nicht ausgetragen  |
| 2018/19    | MTV Rheinwacht Dinslaken M1 | ASV SR Aachen         | TSV Bayer Dormagen | nicht ausgetragen  |
| 2019/20 M2 | TuS 82 Opladen              | TuS Königsdorf        | TSV Bayer Dormagen | TSV Bayer Dormagen |
| 2020/21    | Saison abgebrochen          | Saison abgebrochen    | Saison abgebrochen | Saison abgebrochen |
| 2021/22    | TV Aldekerk                 | TSV Bayer Dormagen II | Bergischer HC      | TSV Bayer Dormagen |
| 2022/23    | Interaktiv.Handball         |                       |                    |                    |
| 2023/24    | TV Korschenbroich           |                       |                    |                    |
| 2024/25    | Interaktiv.Handball         |                       |                    |                    |

### Frauen/Juniorinnen
| Saison     | Frauen             | weibl. Jgd. A      | weibl. Jgd. B         | weibl. Jgd. C         |
| ---------- | ------------------ | ------------------ | --------------------- | --------------------- |
| 2016/17    | nicht ausgetragen  | nicht ausgetragen  | TV Aldekerk           | nicht ausgetragen     |
| 2017/18    | TSV Bonn rrh.      | nicht ausgetragen  | TV Aldekerk           | nicht ausgetragen     |
| 2018/19    | Fortuna Düsseldorf | nicht ausgetragen  | VfL Gummersbach       | nicht ausgetragen     |
| 2019/20 F1 | TB Wülfrath        | HC Gelpe/Strombach | HSV Solingen-Gräfrath | Tschft. St. Tönis     |
| 2020/21    | Saison abgebrochen | Saison abgebrochen | Saison abgebrochen    | Saison abgebrochen    |
| 2021/22    | TV Aldekerk II F2  | TV Aldekerk II     | TuS Königsdorf        | HSV Solingen-Gräfrath |
| 2022/23    | Bergischer HC      |                    |                       |                       |
| 2023/24    | TD Lank F3         |                    |                       |                       |
| 2024/25    | TuS Königsdorf     |                    |                       |                       |
| 2025/26    |                    |                    |                       |                       |